# Neocoelidia onca
Neocoelidia onca är en insektsart som beskrevs av Kramer 1967. Neocoelidia onca ingår i släktet Neocoelidia och familjen dvärgstritar. Inga underarter finns listade i Catalogue of Life.